# 贡宾嫩行政区

贡宾嫩行政区以藍色表示

贡宾嫩行政区（德語：Regierungsbezirk Gumbinnen）是1808年至1945年普鲁士东普鲁士省的一个政府区或政府区域。区域首府是贡宾嫩。1808年拿破仑战争期间，东普鲁士被划分为贡宾嫩行政区，包括前普鲁士公国东部和柯尼斯堡。1905年11月1日，两个地区的南部地区分开，成立阿倫施泰因行政区。約翰尼斯堡（Johannisburg）、洛岑（Loetzen）、呂克（Lyck）和森斯堡（Sensburg）从贡宾嫩行政区转移到了阿倫施泰因行政区。
1945年，根据波茨坦会议的决议，东普鲁士被波兰和苏联瓜分，贡宾嫩行政区被解散。